# Василь IV Іванович
Василій I Іванович (рос. Василий IV Иванович; 1552 — 12 вересня 1612) — московський цар у 1606-1610 роках з династії Шуйських. Його правління припало на Смутні часи.

## Ім'я
У сучасній російській історіографії його називають Василій IV, проте — оскільки відлік московських царів розпочинається з Іоанна І Грозного — то відповідно він Василій І.

## Життєпис

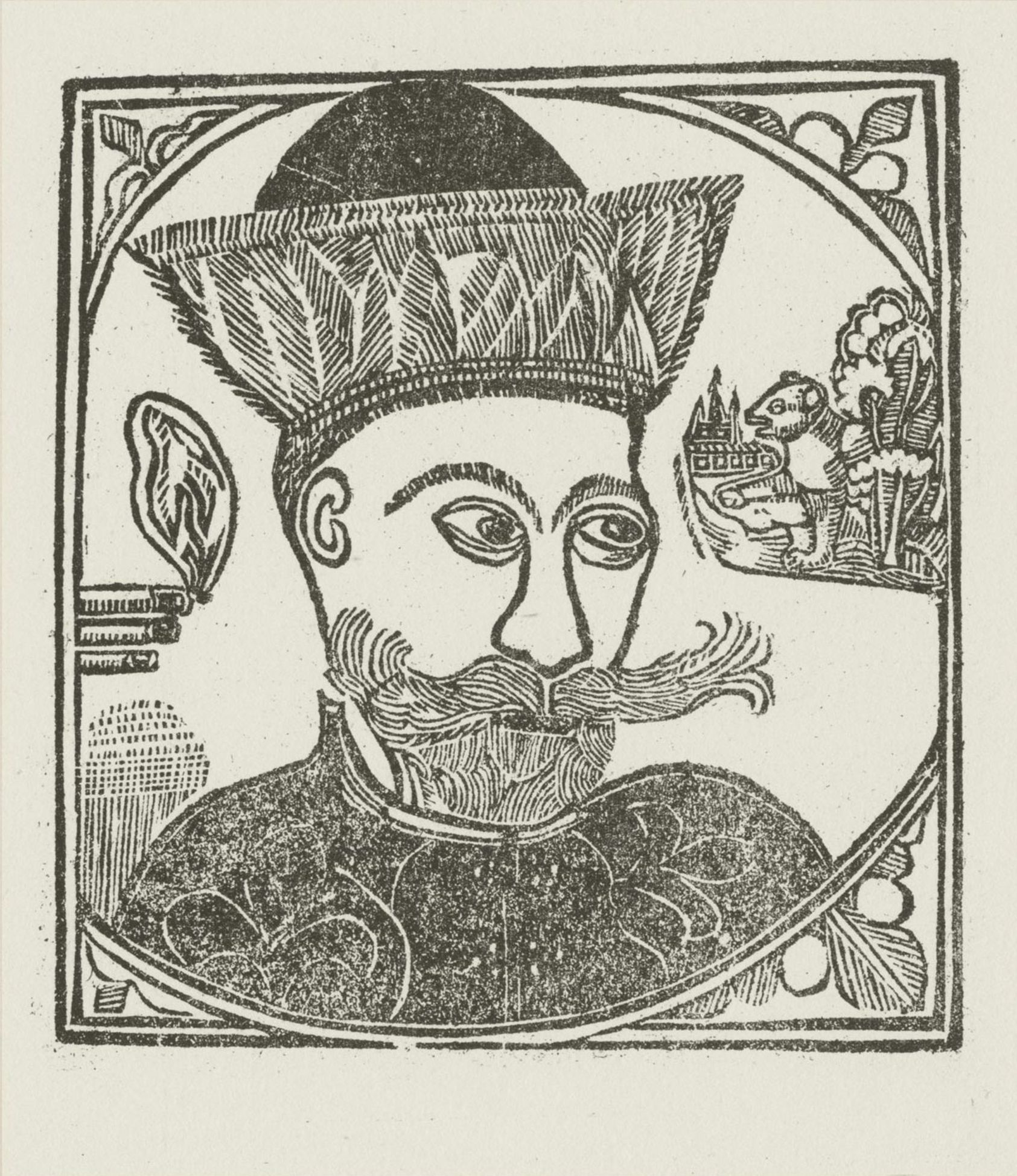
Гравюра по дереву із прижиттєвим портретом Василя Шуйського, 1610 р.

Боярин і голова Московської судової палати з 1584. Ринда з великим саадаком у походах 1574, 1576, 1577 і 1579. Воєвода Великого полку у поході до Серпухова влітку 1581 року. Воєвода Великого полку у поході до Новгороду липня 1582 при братові Андрієві. Воєвода полку правої руки в поході до Серпухова у квітні 1583. Воєвода смоленський у 1585-87. З невідомих причин був у нетривалому зісланні у 1586.
Під час переслідування Шуйських Борисом Годуновим з 1587 перебував на засланні в Галичі. У 1591 Годунов, вже не вбачаючи небезпеки в Шуйських, повертає їх до Москви. З тих пір Шуйські в цілому поводили себе лояльно.
У 1591 вів слідство у справі царевича Дмитра. Будучи під суворим наглядом Годунова, Шуйський визнав причиною смерті царевича самогубство, нещасний випадок. З цього ж року знову введений до Боярської думи. Після цього був воєводою новгородським. Перший воєвода полку правої руки в армії Мстиславського в Кримському поході до Серпухова 1598
З січня 1605 призначено воєводою полку правої руки в поході проти Лжедмитрія і в битві під Добриничами здобув перемогу. Однак, не сильно бажаючи перемоги Годунова, бездіяльністю дав посилитися самозванцеві.
Після падіння Годунова намагався здійснити переворот, проте був заарештований і засланий разом з братами. Але Лжедмитрій потребував боярської підтримки, і в кінці 1605 Шуйські повернулися до Москви.
У ході народного повстання 17 травня 1606 Лжедмитрій I був убитий, а 19 травня група прихильників Василя Івановича «викликнули» Шуйського царем. Був коронований 11 (1) червня Новгородським митрополитом Ісідором.
Василь Іванович дав хрестоцілувальний запис, що обмежував його владу. На початку червня уряд Шуйського оголосив Бориса Годунова вбивцею царевича Дмитра.

## Правління

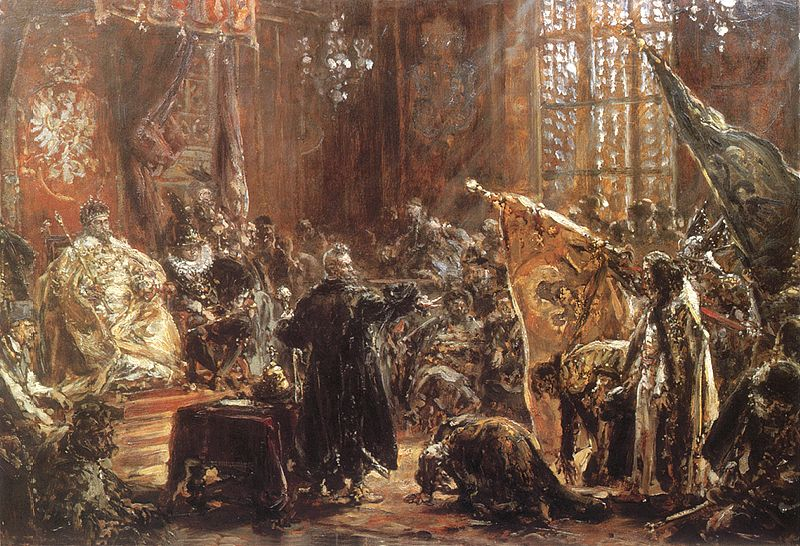
Подання полоненого царя Василя Шуйського Сенату і Сигізмунда III у Варшаві, 1611

Прихід Шуйського до влади посилив боротьбу серед боярства і між південним і столичним дворянством, що призвело до повстання під керівництвом І. Болотникова. У боротьбі з ним Шуйський висунув програму консолідації всіх верств класу феодалів, враховуючи їх інтереси у політиці з селянського (Покладання 9 березня 1607), холопського (укази 1607–1608), земельного і фінансового питань.
Окремі поступки в законодавстві про холопів були спрямовані на розкол табору повсталих. Згуртування класу феодалів до весни 1607 і підтримка найбільших міст Поволжя і півночі дозволили Шуйському у жовтні 1607 розгромити повстання. Але вже в серпні 1607 розпочався новий етап річпосполитської інтервенції в Московії (Лжедмитрій II). Після поразки під Болховом (1 травня 1608), уряд Шуйського було обложено в Москві. До кінця 1608 багато районів країни опинилися під владою Лжедмитрія II. У лютому 1609 уряд Шуйського уклав договір зі Швецією, де за надання шведських військ поступався частиною московітської території.
З кінця 1608 почався стихійний народний рух проти інтервентів, очолити який уряд Шуйського (в особі командувача московітсько-шведською армією князя М. В. Скопина-Шуйського) зуміло тільки з кінця зими 1609. До березня 1610 Москва і велика частина країни були звільнені. Але ще у вересні 1609 почалася відкрита інтервенція Речі Посполитої.
Поразка військ Дмитра Шуйського під Клушином від армії Сигізмунда III 24 червня 1610 і повстання в Москві призвели до падіння Шуйського.
17 (27) липня 1610 року частиною боярства, столичного і провінційного дворянства Василь IV Іоаннович був повалений з престолу і насильно пострижений у ченці, причому він відмовився сам вимовляти чернечі обіти. У вересні 1610 року він був виданий (не як монах, а у світському одязі) великому гетьманові коронному Жолкевському, який вивіз його і його братів Дмитра та Івана у жовтні під Смоленськ, а пізніше до Польщі. У Варшаві цар і його брати були представлені як бранці королю Сигізмунду.
Колишній цар помер в ув'язненні в Гостинінському замку, в 130 верстах від Варшави, через кілька днів там же помер його брат Дмитро. Третій брат, Іван Іванович Шуйський, згодом повернувся до Московії.

## Шлюби і діти
- Княжна Олена Михайлівна Рєпніна (+ 1592); зазвичай її вважають дочкою боярина князя Михайла Петровича Рєпніна, але за родоводами у того був лише син Олександр.[3]
- (З 1608) княжна Марія Петрівна Буйносова-Ростовська (+ 1626), дочка князя Петра Івановича Буйносова-Ростовського
  - Царівна Ганна Василівна (1609- + У дитинстві);
  - Царівна Анастасія Василівна (1610- + У дитинстві);

## У мистецтві
Василь Шуйський є однією з головних діючих осіб трагедії Олександра Пушкіна «Борис Годунов». У знятому за нею однойменному фільмі (режисер Сергій Федорович Бондарчук) роль Шуйського виконав Анатолій Ромашин